# Nieuwbouw

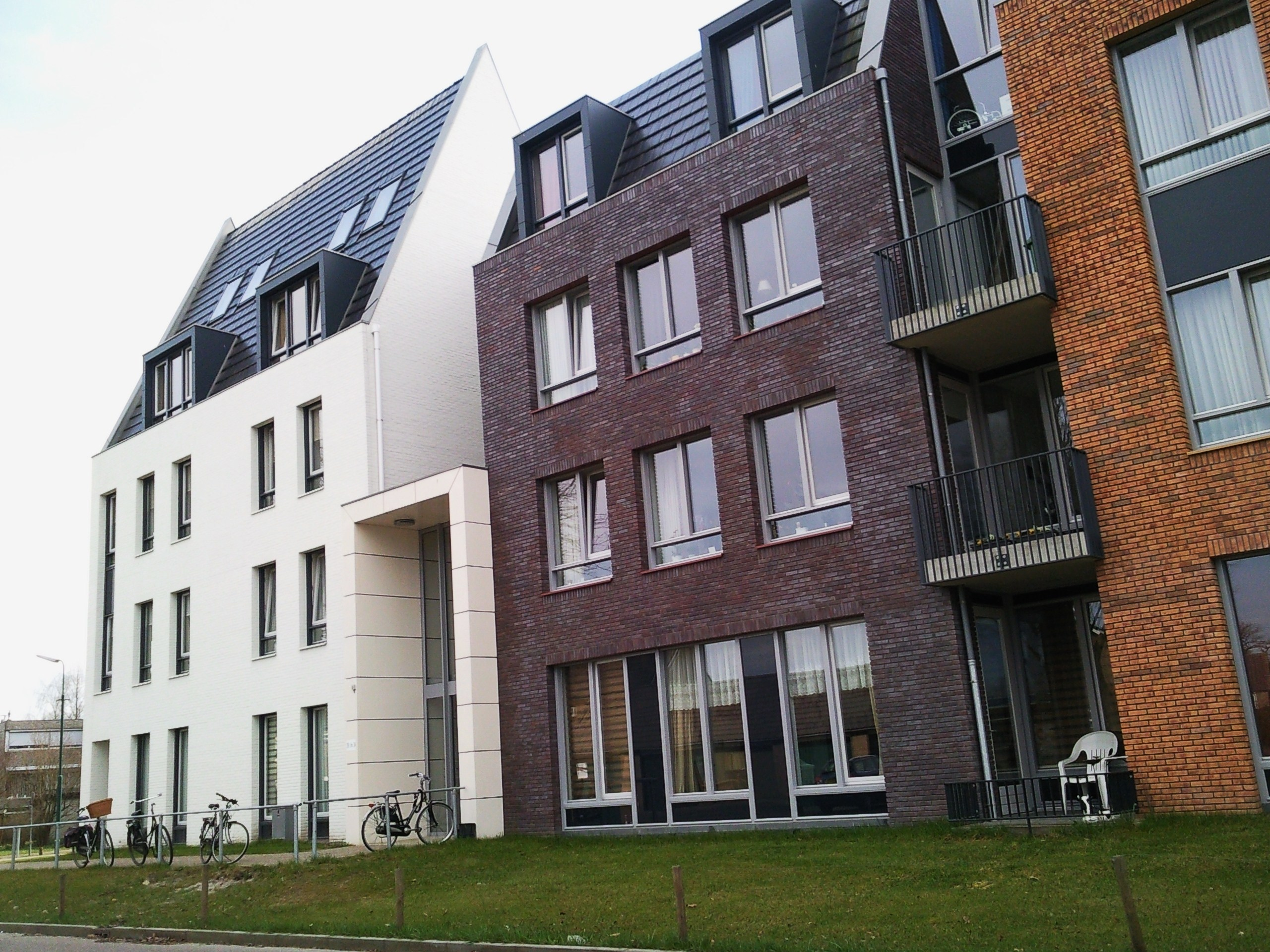
Nieuwbouw in het centrum van de stad Leusden

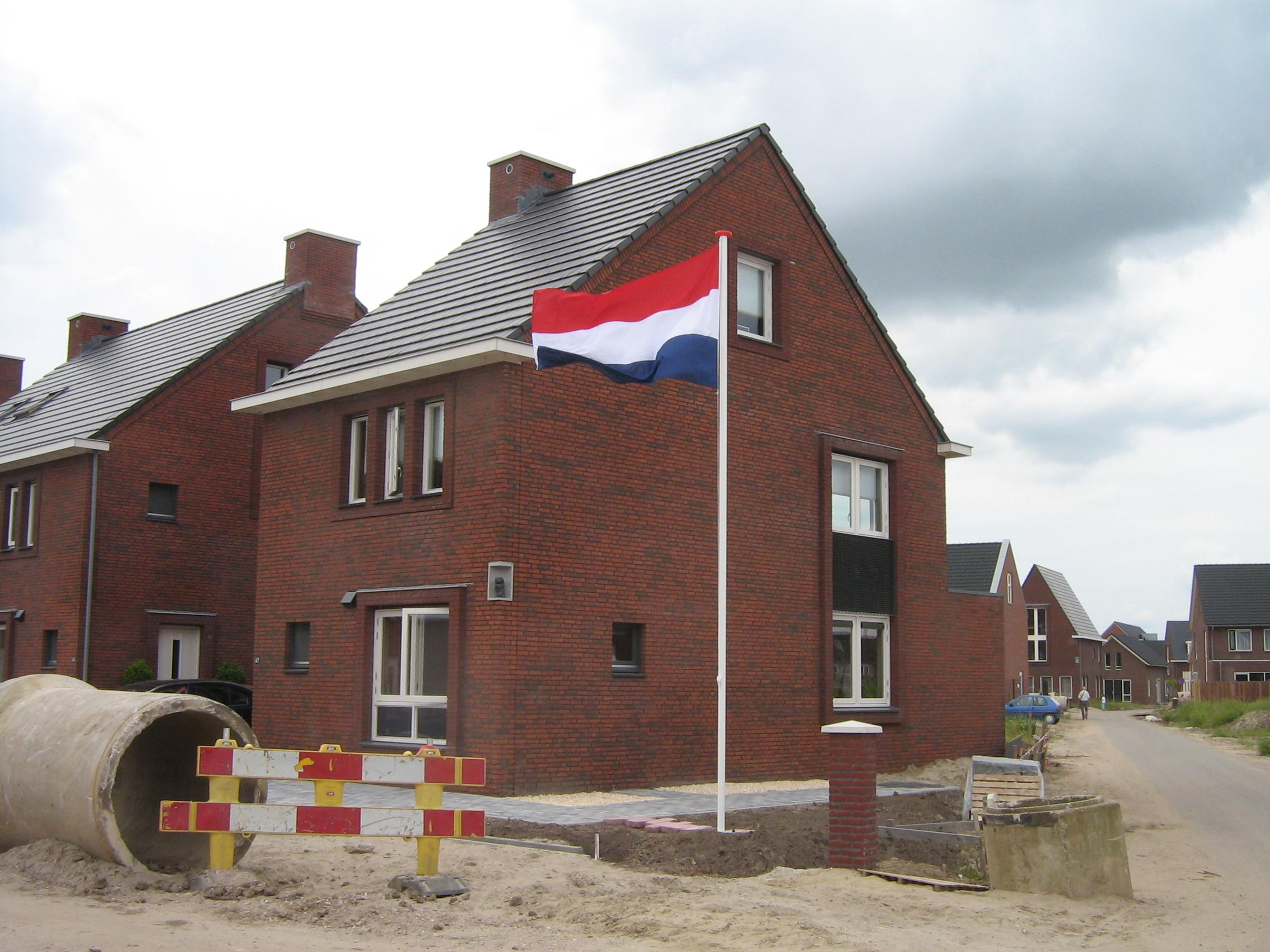
Nieuwbouwhuis betrokken: de vlag uit.

De term nieuwbouw heeft betrekking op nieuw gebouwde constructies, zoals een nieuw gebouwd huis, straat of wijk. 

## Definitie
Over het algemeen worden bebouwingen daterend van ± 30 jaar of wat langer na de Tweede Wereldoorlog, als 'nieuwbouw' aangeduid. Een vastomlijnde definitie van nieuwbouw bestaat echter niet.
De term is met name ook populair geworden voor snelgebouwde, modern uitziende gebouwen, bedoeld om er zo veel mogelijk mensen in te laten wonen. Gewoonlijk bestaan dit soort woningen uit meerdere etages boven elkaar. 
De term won aan populariteit na de Eerste Wereldoorlog, toen in groot tempo veel woningen bijgebouwd moesten worden. Hetzelfde fenomeen kwam nog sterker terug na de Tweede Wereldoorlog doordat door bombardementen veel huizen vernietigd waren. Vanaf dat moment, tot in de jaren 60, werd er in hoog tempo een groot aantal nieuwbouwwijken uit de grond gestampt. Veel van de toenmalige nieuwbouwhuizen waren bijgevolg niet van zeer goede kwaliteit, en een groot percentage is inmiddels dan ook weer gesloopt.
De term 'nieuwbouw' wordt onder meer gebruikt voor Vinexlocaties, huizen die als 'betonnen dozen' zeer snel werden neergezet in de periode 1995–2005.

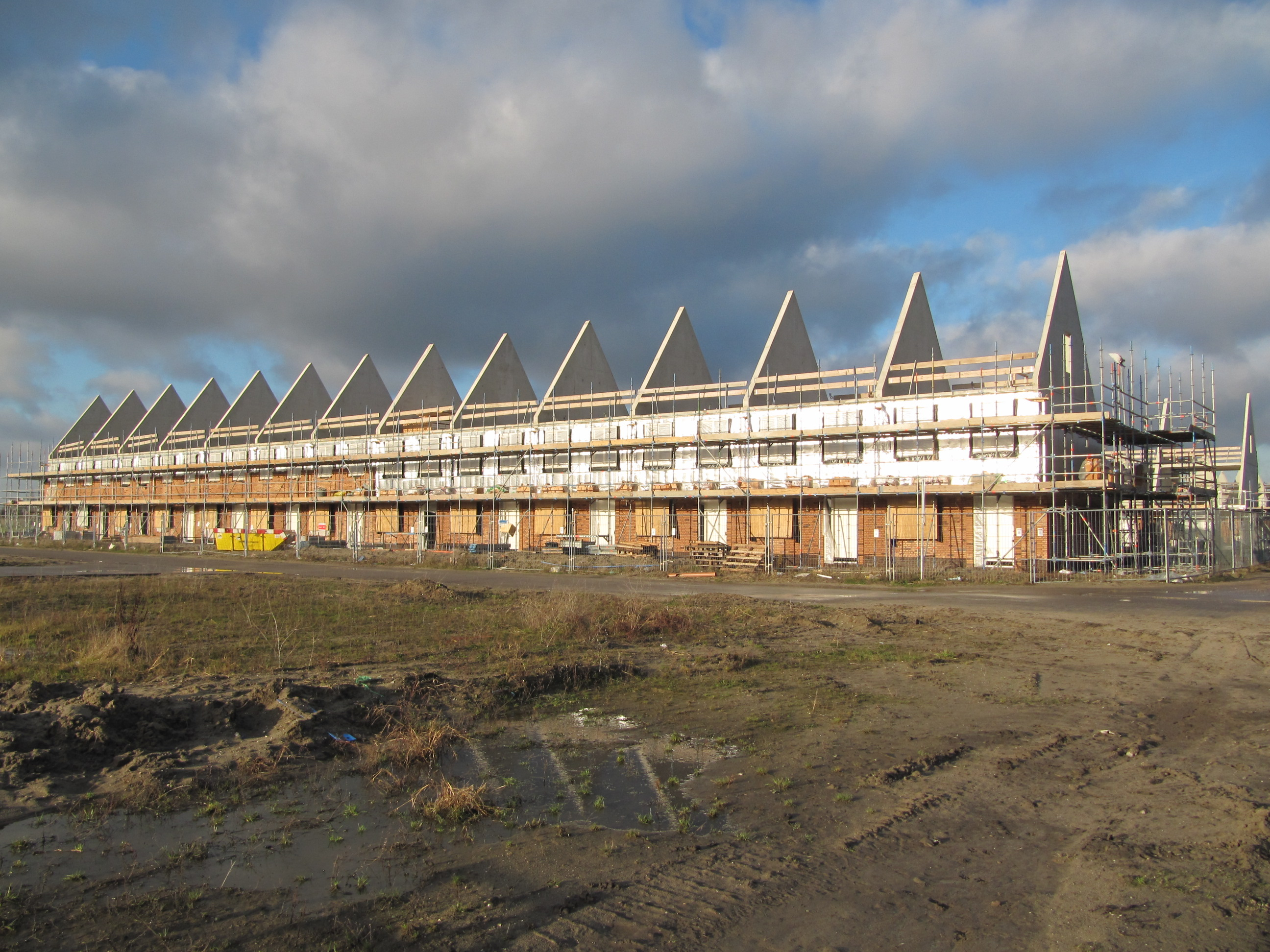
Huizen in aanbouw